# ویلی یاگی
ویلی یاگی (انگلیسی: Willy Jäggi; ۲۸ ژوئیهٔ ۱۹۰۶ – ۱ فوریهٔ ۱۹۶۸) بازیکن فوتبال اهل سوئیس بود.
از باشگاه‌هایی که در آن بازی کرده‌است می‌توان به باشگاه فوتبال لوزان-اسپورت، باشگاه فوتبال سروت ۱۸۹۰، و باشگاه فوتبال لشو دو فوند اشاره کرد.
وی همچنین در تیم ملی فوتبال سوئیس بازی کرده‌است.